# 裝甲戰鬥章
裝甲戰鬥章（德語：Panzerkampfabzeichen）是二戰時期納粹德國授予裝甲部隊的軍事勳章。1940年6月1日之前，它被稱為 Panzerkampfwagenabzeichen。